# به نام گل سرخ
به نام گل سرخ نام آلبومی است با آهنگسازی حمید متبسم و با خوانندگی سالار عقیلی در سال ۱۳۸۷ منتشر شده است. متبسم این آلبوم جدید را – که البته در سال ۸۶ آماده شده بود - بر اساس اشعاری از محمدرضا شفیعی کدکنی ساخته است. متبسم خود بارها گفته که دروازه موسیقی را اشعار کوچه باغ‌های نیشابور شفیعی کدکنی به روی او گشوده‌اند و حالا او پس از سال‌ها آهنگسازی و نوازندگی، اشعار شاعر محبوبش را با ساز نوازندگان گروه دستان آمیخته تا به نام گل سرخ را در کارنامه‌اش ثبت کند. تمام اعضای گروه دستان در این اثر، متبسم را همراهی کرده اند؛ سعید فرج پوری با کمانچه اش، پژمان حدادی با نواختن تنبک، بهنام سامانی با کوزه و حسین بهروزی‌نیا با بربط اش. البته سه نوازنده دیگر هم، متبسم را در ساخت قطعات این آلبوم همراهی کرده‌اند. سیدرات کیشنا نوازنده هندی با ساز سی تار، رضا آبایی با قیچک و پویا سرایی با سنتور. این آلبوم از ده قطعه تشکیل شده است. 